# Tulku (film)
Pour les articles homonymes, voir Tulku.
Pour plus de détails, voir Fiche technique et Distribution.
Tulku est un film documentaire de Gesar Mukpo sorti en 2009 et présenté au Festival international du film bouddhiste de Londres (11-15 avril 2012).

## Synoposis
Se basant sur son propre cas et celui d'autres personnes, Gesar Mukpo pose la question du devenir des tulkou nés en Occident dans les suites de l'exode tibétain de 1959.

## Distribution
- Gesar Mukpo
- Dylan Henderson
- Ashoka Mukpo
- Dzongsar Khyentse Rinpoché
- Wyatt Arnold
- 17e karmapa
- Reuben Adrian Derksen
- Diana Mukpo